# Emma Stone
Emily Jean „Emma” Stone (Scottsdale, Arizona, 6. studenoga 1988.) američka je glumica i producentica. Osvojila je brojne nagrade, među kojima su Oscar, nagrada BAFTA-e i Zlatni globus. Godine 2017. bila je najplaćenija glumica na svijetu. Pojavila se na Forbesovu popisu Celebrity 100 2013. i 2017., a časopis Time nazvao ju je jednom od 100 najutjecajnijih osoba na svijetu.
Rođena je i odrasla u Scottsdaleu u Arizoni i počela je glumiti još kao djevojčica, i to 2000. u kazališnoj predstavi Vjetar u vrbama. U tinejdžerskoj se dobi preselila u Los Angeles s majkom, a 2004. se godine prvi put pojavila na televiziji u In Search of the New Partridge Familyju, reality showu za koji je snimljena samo pilot-epizoda. Poslije manjih televizijskih uloga njezina je prva filmska uloga bila u Superbadu (iz 2007.), a za ulogu u Dobrodošli u zemlju zombija iz 2009. dobila je pozitivne kritike medija. Njezina je prva glavna filmska uloga bila u tinejdžerskoj komediji Cura na lošem glasu (iz 2010.), za koju je bila nominirana za BAFTA-inu nagradu za zvijezdu u usponu i Zlatni globus za najbolju glumicu. Dodatni uspjeh ostvarila je u romantičnoj komediji Ta luda ljubav (iz 2011.) i drami Tajni život kućnih pomoćnica (iz 2011.).
Stekla je dodatnu popularnost ulogom Gwen Stacy u superherojskom filmu Čudesni Spider-Man (iz 2012.) i njegovu nastavku iz 2014. Posudila je glas glavnom ženskom liku Eep u animiranom filmu Croods (iz 2013.) i njegovu nastavku iz 2020. Bila je nominirana za Oscar za najbolju sporednu glumicu u crnoj komediji Birdman (iz 2014.), u kojoj je glumila bivšu ovisnicu o drogama. Prvi je put glumila na Broadwayu u novijoj inačici mjuzikla Cabaret (od 2014. do 2015.). Za svoju je ulogu nadobudne glumice u romantičnom mjuziklu La La Land (iz 2016.) osvojila Oscar za najbolju glumicu. Utjelovila je Billie Jean King u biografskom sportskom filmu Rat spolova (iz 2017.) i Abigail Masham u povijesnoj dramediji Miljenica (iz 2018.); za potonju je ulogu treći put nominirana za Oscar. Otad je glumila u glavnoj ulozi u Netflixovoj crnoj humorističnoj seriji Maniac (iz 2018.) i komediji Povratak u zemlju zombija (iz 2019.).

## Rani život
Emily Jean Stone rođena je 6. studenoga 1988. u arizonskom gradu Scottsdaleu. Otac joj je Jeffrey Charles Stone, osnivač i direktor tvrtke ugovaratelja, a majka joj je Krista Jean Stone (rođ. Yeager), kućanica. Od dvanaeste do petnaeste godine Stone je živjela na području odmarališta Camelback Inn. Ima mlađeg brata, Spencera. Njezin djed s očeve strane, Conrad Ostberg Sten, podrijetlom je bio iz švedske obitelji koja je promijenila prezime u "Stone" kad se nakon dolaska na Ellis Island uselila u Sjedinjene Države. Neki su njezini predci bili Nijemci, Englezi, Škoti i Irci.

Dok je bila beba, Stone je patila od kolika i često je plakala; zbog toga su joj u djetinjstvu nastale kvržice na glasnicama. Izjavila je da je u djetinjstvu bila "glasna" i da je "voljela zapovijedati". Pohađala je osnovnu školu Sequoya, a naknadno se prebacila u školu Cocopah Middle School kad je išla u šesti razred. Iako nije voljela školu, izjavila je da se zbog svoje zapovjedničke naravi "potrudila imati same petice". U djetinjstvu je patila od napadaja panike, što je prema njezinim riječima dovelo do asocijalnosti. Išla je na terapiju, ali smatra da se sudjelovanjem u lokalnim kazališnim predstavama uspjela izliječiti. Komentirala je:
Od četvrte je godine željela biti glumica; u početku se željela baviti skečevima, ali naknadno se počela zanimati za mjuzikle, pa je nekoliko godina pohađala satove pjevanja. Prvi je put glumila kao jedanaestogodišnjakinja, i to u kazališnoj predstavi Vjetar u vrbama, u kojoj je glumila Vidru. Dvije je godine školovana kod kuće, a u to je vrijeme glumila u šesnaest predstava u Valley Youth Theatreu u Phoenixu, među kojima su Kraljevna na zrnu graška, Alisa u zemlji čudesa i Joseph and the Amazing Technicolor Dreamcoat, a nastupala je i s kazališnom trupom specijaliziranom za improviziranu komediju. Tad je i putovala u Los Angeles i neuspješno se kandidirala za ulogu u Nickelodeonovoj humorističnoj seriji All That. Njezini su je roditelji poslije poslali na privatne satove glume lokalnom glumačkom učitelju, koji je tijekom sedamdesetih godina 20. stoljeća radio u William Morris Agencyju.
Stone je jednu godinu pohađala Xavier College Preparatory, katoličku srednju školu za djevojke, ali je odustala od daljnjeg školovanja poslije jednog polugodišta da bi se posvetila glumi. Za svoje je roditelje pripremila prezentaciju u PowerPointu pod imenom "Project Hollywood" (tijekom koje je reproducirala Madonninu pjesmu "Hollywood" iz 2003.) kako bi ih nagovorila da joj omoguće selidbu u Kaliforniju i da se posveti glumačkoj karijeri. U siječnju 2004. preselila se sa svojom majkom u stan u Los Angelesu. Izjavila je: "Išla sam na svaku moguću emisiju na Disney Channelu i prijavljivala se za ulogu kćeri u svakoj mogućoj humorističnoj seriji." Dodala je: "Na kraju nigdje nisam dobila ulogu." Između audicija je pratila srednjoškolsku mrežnu nastavu i radila u pekarnici za pse na pola radnog vremena.

## Glumačka karijera

### 2004. – 2008.: Prve uloge
Stone je prvi put glumila na televiziji kad je utjelovila lik Laurie Partridge u In Search of the New Partridge Familyju, natjecateljskom reality showu na programu VH1 (iz 2004.). Za tu je emisiju, koja je naknadno prozvana The New Partridge Family, snimljena samo neprodana pilot-epizoda. Nakon toga je gostovala u seriji Lucky Louie Louisa C.K. na HBO-u. Otišla je na audiciju za ulogu Claire Bennet u NBC-jevoj znanstvenofantastičnoj dramskoj seriji Heroji, no nije uspjela dobiti tu ulogu; to je iskustvo poslije nazvala "samim dnom". U travnju 2007. glumila je Violet Trimble u Foxovoj akcijskoj dramskoj seriji Drive, ali je ta serija prekinuta nakon sedam snimljenih epizoda.
Njezina je prva filmska uloga bila u komediji Superbad Grega Mottole, u kojoj su Michael Cera i Jonah Hill bili glavni glumci. U tom filmu dvojica srednjoškolaca planiraju kupiti alkoholna pića za tulum i pritom upadaju u komične nezgodne situacije. Stone je glumila Hillovu simpatiju i za tu je prigodu obojila kosu u crveno. U osvrtu za The Hollywood Reporter recenzent je izjavio da je bila "simpatična", ali da je njezina uloga bila loše osmišljena. Stone je izjavila da je glumljenje u svojoj prvoj filmskoj ulozi bilo "odlično [iskustvo]... [ali] se zbilja razlikuje od svih mojih dosadašnjih [glumačkih] iskustava". Film je bio komercijalno uspješan i priskrbio joj je nagradu Young Hollywood za novu uzbudljivu glumicu.
Iduće se godine pojavila u glavnoj ulozi u komediji The Rocker (iz 2008.), u kojoj je glumila basisticu Ameliju Stone "ozbiljnog izraza lica"; za tu je ulogu naučila svirati bas-gitaru. Izjavila je da se u stvarnom životu "često smiješi i smije" i da joj je zbog toga bilo teško glumiti ulogu lika čija je osobnost toliko različita od njezine. Film i njezina gluma dobili su negativne kritike i film je bio komercijalno neuspješan. Poslije je glumila u romantičnoj komediji Kućna zečica, koja je bila komercijalno uspješnija. U tom je filmu glumila predsjednicu sestrinstva i obradila je pjesmu "I Know What Boys Like" skupine The Waitresses. Film je dobio uglavnom negativne kritike, ali je Stone pohvaljena za svoju popratnu ulogu; Ken Fox iz TV Guidea komentirao je: "Uskoro će postati zvijezda."

### 2009. – 2011.: Proboj
Stone se pojavila u trima filmovima objavljenim 2009. Prvi je od njih Sve moje bivše Marka Watersa u kojoj je glumila uz Matthewa McConaugheya, Jennifer Garner i Michaela Douglasa. Ta je romantična komedija djelomično nadahnuta novelom Božićna priča Charlesa Dickensa iz 1843.; Stone u filmu glumi duha koji opsjeda svojeg bivšeg dečka. Dobio je negativne kritike iako je bio djelomično komercijalno uspješan. Komercijalno najuspješniji film u kojem je glumila te godine jest humoristični horor Dobrodošli u zemlju zombija Rubena Fleischera, koji je zaradio 102,3 milijuna dolara; u tom filmu uz nju glume i Jesse Eisenberg, Woody Harrelson i Abigail Breslin. U filmu utjelovljuje prevaranticu i osobu koja je preživjela apokalipsu zombija; Chris Hewitt u filmskom je časopisu Empire komentirao da njezina uloga nije bila "dovoljno razrađena". U pozitivnijoj je recenziji Tim Robey iz The Daily Telegrapha napisao: "Stone ima mnogo potencijala... [a u filmu je] pravi tvrd orah, čini se kao da je premudra za svoje godine." Treći film u kojem je glumila te godine jest Paper Man Kieran Mulroneyja i Michelle Mulroney, dramedija koja je razočarala kritičare.
Posudila je glas australskom ovčaru u komediji Marmaduke redatelja Toma Deya (iz 2010.), utemeljenoj na istoimenom dugogodišnjem stripu Brada Andersona. Njezin se glumački uspon dogodio iste godine, kad se pojavila u glavnoj ulozi u tinejdžerskoj komediji Cura na lošem glasu redatelja Willa Glucka. Djelomično je utemeljen na povijesnom romantičarskom romanu Grimizno slovo Nathaniela Hawthornea, a prati Olive Penderghast (Stone), srednjoškolku koja se nađe usred humorističnog seks-skandala nakon što procuri glasina da je promiskuitetna. Stone je pročitala scenarij prije nego što su otkupljena prava na njega i sa svojim je menadžerom pratila kome će ta prava pripasti dok se još raspravljalo o detaljima produkcije. Izjavila je da joj je scenarij bio "toliko drugačiji i jedinstveniji od bilo čega što sam prije pročitala" i da je bio "smiješan i simpatičan". Kad je saznala da je počelo snimanje, sastala se s Gluckom i izjavila da joj je taj projekt uzbudljiv. Nakon nekoliko mjeseci započela je audicija za film i ponovno se sastala s Gluckom; bila je jedna od prvih glumica koja se pojavila na audiciji. Film je dobio pozitivne kritike, koje su uglavnom izjavile da svoj uspjeh duguje njezinoj ulozi. Anna Smith iz časopisa Time Out napisala je: "Stone izvrsno glumi, a njezin namjerni južnjački naglasak nagovještava pamet i bezobzirnost ispod kojih leži toplina." Film je bio komercijalno uspješan; zaradio je 75 milijuna dolara, a u njegovo snimanje uloženo je 8 milijuna dolara. Stone je potom nominirana za nagradu BAFTA-e za zvijezdu u usponu i Zlatni globus za najbolju glumicu u mjuziklu ili komediji, a osvojila je MTV-jevu filmsku nagradu za najbolju komičnu izvedbu.
U listopadu 2010. Stone je bila voditeljica jedne epizode NBC-jeve kasnonoćne humoristične emisije Saturday Night Live; između ostalog izvela je skeč u kojem je utjelovila Lindsay Lohan, glumicu za koju se tvrdi da joj je nalik izgledom. Stone je to vrijeme nazvala "najboljim tjednom moga života". Ponovno je vodila emisiju 2011., a zatim se pojavila u jednoj epizodi 2014. i godinu dana poslije – u posebnoj epizodi kojom se obilježilo 40 godina postojanja emisije. Nakratko se pojavila u Gluckovoj erotskoj komediji Veza bez obveza (iz 2011.). Zatim se pojavila u sporednoj ulozi u romantičnoj komediji Ta luda ljubav Glenna Ficarre i Johna Reque, u kojoj je glumila sa Steveom Carellom, Ryanom Goslingom i Julianne Moore. U tom je filmu utjelovila lik diplomirane pravnice i simpatije Goslingova lika. Drew McWeeny iz HitFixa izjavila je da u filmu dolazi do "nekih neizbježnih suhoparnih trenutaka", ali da Stone "čini cijeli film zanimljivim". Za svoju je ulogu u tom filmu na dodjeli nagrada Teen Choice 2012. osvojila nagradu za najbolju glumicu u komediji. Film je bio komercijalno uspješan; snimljen je za 50 milijuna dolara, a zaradio je 142,9 milijuna dolara diljem svijeta.
Nakon što joj je dosadilo biti tipskom glumicom u ulozi "sarkastične simpatije", Stone se s Violom Davis pojavila u povijesnoj drami Tajni život kućnih pomoćnica Tatea Taylora (iz 2011.), filmu koji joj je bio zahtjevan. Film je utemeljen na istoimenom romanu Kathryn Stockett, a radnja se odvija u misisipijskom gradu Jacksonu tijekom šezdesetih godina 20. stoljeća. Sastala se s Taylorom i rekla mu da je zanima uloga u filmu. Taylor je izjavio: "[Stone] je bila posve smotana i nespretna, imala je hrapav glas. Sjela je, malo smo se napili i zabavili se. Jednostavno sam pomislio: 'Bože dragi! Ona je Skeeter." Pojavila se u ulozi Eugenije "Skeeter" Phelan, nadobudne spisateljice koja uči o životima afroameričkih sluškinja. Da bi se pripremila za ulogu, naučila se služiti južnjačkim naglaskom, a usto je čitala knjige i gledala filmove o pokretu za ljudska prava u SAD-u. Film je snimljen za 25 milijuna dolara, a diljem svijeta zaradio je 216 milijuna dolara, čime je postao komercijalno najuspješniji film u kojem je Stone glumila. Film i njezina uloga dobili su pozitivne kritike. U recenziji za Empire Anna Smith izjavila je da je Stone "dobronamjerna i iznimno simpatična" iako je smatrala da njezin lik pomalo manjkav. Film je nominiran za Oscar za najbolji film, a Women Film Critics Circle i Broadcast Film Critics Association dodijelili su mu nagradu za najbolju izvedbu glumačkog ansambla.

### 2012. – 2015.:Čudesni Spider-Man,Birdmani Broadway
Stone je odbila ulogu u akcijskoj komediji 21 Jump Street nakon što je dobila ulogu u filmu Čudesni Spider-Man Marca Webba iz 2012., preradi filmova o Spider-Manu u režiji Sama Raimija. U filmu utjelovljuje lik Gwen Stacy, simpatiju glavnog lika (koji utjelovljuje Andrew Garfield). Stone je za ulogu promijenila boju kose u svoju prirodnu plavu boju – prije ju je bojila u crveno. Izjavila je da nikad nije čitala stripove o Spider-Manu i da se zbog toga osjećala primoranom proučiti njegov lik: "Sve što sam znala prije proizašlo je iz filmova Sama Raimija... Uvijek sam mislila da je prvo volio Mary Jane"; dodala je da joj je lik Stacy bio poznat samo iz Spider-Mana 3, u kojem ga je utjelovila Bryce Dallas Howard. Čudesni Spider-Man bio je komercijalno uspješan i postao je sedmi financijski najuspješniji film 2012.; diljem svijeta zaradio je 757,9 milijuna dolara. Lisa Schwarzbaum iz Entertainment Weeklyja komentirala je da je Stone "neodoljiva", a Iana Freera iz Empirea pogotovo su impresionirale izvedbe Stone i Garfielda. Na godišnjoj dodjeli nagrada People's Choice 2013. nominirana je za tri nagrade, među kojima je i nagrada za omiljenu filmsku glumicu. Krajem 2012. Stone je posudila glas u kriminalističkoj videoigri Sleeping Dogs i za svoju izvedbu osvojila nagradu Spike Video Game Award za najbolju izvedbu osobe ženskog spola.
Stone je početkom 2013. posudila glas Dreamworksovu animiranom filmu Croods, koji je nominiran za Oscar za najbolji animirani film. Poslije toga pojavila se u Filmu 43, antologijskom filmu koji se sastoji od šesnaest kratkih priča – pojavila se u ulozi Veronice u istoimenom dijelu filma. S Ryanom Goslingom i Seanom Pennom glumila je u Gangsterskom odredu Rubena Fleischera (iz 2013.), kriminalističkom trileru čija se radnja odvija u Los Angelesu tijekom četrdesetih godina 20. stoljeća. A. O. Scott iz The New York Timesa izjavio je da je film "užurbani bućkuriš fedora i staromodnih odijela", ali je pohvalio to što je u filmu u ulozi s Goslingom. Stone je izjavila da bi željela raditi s Goslingom i u budućim filmovima.
Godine 2014. Stone je ponovno utjelovila lik Gwen Stacy u Čudesnom Spider-Manu 2. Istaknula je da njezin lik ne ovisi o glavnom liku filma: "Ona ga spašava češće nego što on spašava nju. Od iznimne je pomoći Spider-Manu... On je snaga, ona je mozak." Kritičari su pozitivno ocijenili njezinu ulogu; u recenziji za Empire Kim Newman pohvalila je njezinu istaknutost u filmu i izjavila je: "Stone je Heath Ledger tog serijala; njezin lik, koji se uglavnom smatra tek sporednim, čini neočekivane stvari." Za ulogu je osvojila nagradu za omiljenu filmsku glumicu na dodijeli nagrada Kids' Choice 2015. Nešto poslije te godine Stone je glumila u romantičnoj komediji Čarolija na mjesečini Woodyja Allena; film je bio djelomično komercijalno uspješan. A. O. Scott kritizirao je njezinu ulogu i uparivanje s Colinom Firthom, izjavivši da se radi o "obliku sitničave besmislice kojom se sugerira izvanredan intelekt".
Crna dramedija Birdman, koju je režirao Alejandro González Iñárritu, bio je posljednji film objavljen 2014. u kojem je glumila Stone. Pojavila se u glavnoj ulozi s Michaelom Keatonom i Edwardom Nortonom, a glumila je lik Sam Thomson, bivše ovisnice o drogi i kćeri glumca Riggana Thomsona (lika koji je glumio Keaton), koja mu postane pomoćnica. Iñárritu je osmislio njezin lik na temelju iskustva s vlastitom kćeri. Birdman je dobio pozitivne kritike i bio je najuspješniji film na 87. dodjeli Oscara; nominiran je za devet nagrada, a osvojio je njih četiri, među kojima je i Oscar za najbolji film. The Movie Network izjavio je da film prikazuje najbolju ulogu Stone do tada, a Robbie Collin iz The Daily Telegrapha izjavio je da je u ulozi bila "odlična" i "očaravajuća"; također je istaknuo njezin monolog u filmu, za koji je izjavio da udara "poput igle u trbuh". Za tu je ulogu osvojila mnogo priznanja, među kojima su nominacije za Oscar, BAFTA-inu nagradu, Zlatni globus, nagradu Screen Actors Guilda i nagradu Critics' Choicea – sve u kategoriji najbolje sporedne glumice.
Od studenoga 2014. do veljače 2015. Stone se pojavila u novijoj inačici brodvejskog mjuzikla Cabaret, a glumila je lik Sally Bowles; tu je ulogu naslijedila od Michelle Williams. Izjavila je da joj je to bila "najstresnija stvar na svijetu" i da je slušala francusku radiopostaju da bi se pripremila za ulogu. Marilyn Stasio iz Varietyja kritizirala je njezine pjevačke sposobnosti, a njezinu je ulogu nazvala "ograničenom u emocionalnom smislu, ali ipak pametnim odabirom zbog njezinih glumačkih sposobnosti; njezina oštroumnost i pokretnost savršeno se slažu s njom." Oba filma objavljena 2015. u kojima je glumila Stone – romantična dramedija Aloha i kriminalistička drama Nerazuman čovjek – bili su komercijalno neuspješni, a kritičari su negativno ocijenili i filmove i njezinu ulogu u obama filmovima. U Alohi Camerona Crowea glumila je uz Bradleyja Coopera i utjelovila je lik pripadnice ratnog zrakoplovstva, dok je u Nerazumnom čovjeku Woodyja Allena glumila simpatiju profesora filozofije (kojeg je glumio Joaquin Phoenix). Prvi navedeni film izazvao je polemike zbog biranja bijelih glumaca u neprimjerenim kontekstima; lik koji je utjelovila Stone trebao je biti azijskog, havajskog i švedskog podrijetla. Naknadno je izrazila žaljenje zbog sudjelovanja u projektu i priznala da je namjerno biranje bijelih glumaca u neprimjerenim kontekstima velik problem u Hollywoodu. Usprkos negativnim kritikama Stone je na dodjeli nagrada Teen Choice 2015. nominirana za najbolju glumicu u komediji. Također se pojavila u glazbenom spotu za singl "Anna" Wina Butlera.

### 2016. – danas: Afirmirana glumica
Dok je još glumila u novijoj inačici mjuzikla Cabaret, Stone je upoznala filmskog producenta Damiena Chazellea, kojeg se dojmio njezin nastup, pa joj je ponudio ulogu u humoristično-dramskom mjuziklu La La Land. U tom je filmu, u kojem je treći put surađivala s Goslingom, utjelovila lik Mije Dolan, nadobudne glumice iz Los Angelesa. Za ulogu se poslužila vlastitim iskustvima iz stvarnog života i odgledala je Cherbourške kišobrane, kao i filmove Freda Astairea i Ginger Rogers. Za filmsku je glazbu snimila šest pjesama. La La Land prvi je prikazani film na Venecijanskom filmskom festivalu 2016. i tada je dobio pozitivne kritike, a Stone je osvojila Kup Volpi za najbolju glumicu. Osim što je film za koji je dobila najviše ocjene na mrežnoj stranici Rotten Tomatoes za prikupljanje recenzija iz glavne struje, bio je komercijalno uspješan; snimljen je za 30 milijuna dolara, a diljem svijeta zaradio je preko 440 milijuna dolara. Peter Bradshaw iz The Guardiana napisao je: "Stone nikad nije bila bolja: izvanredno pametna, oštroumna i osjetljiva, a njezine velike srneće oči zrače inteligencijom čak i kad su pune suza." Za tu je ulogu dobila Oscar, Zlatni globus, nagradu SAG-a i BAFTA-e za najbolju glumicu.
Jedini film objavljen 2017. u kojem je glumila Stone jest sportska dramedija Rat spolova, utemeljen na istoimenom teniskom meču Billie Jean King (Stone) i Bobbyja Riggsa (Steve Carell) iz 1973. Da bi se pripremila za ulogu, Stone se sastala s King, odgledala njezine stare snimke i intervjue, radila sa stručnjakom za dijalekte da bi mogla govoriti istim dijalektom kao i King te je pila proteinske napitke s mnogo kalorija da bi se udebljala 5 kilograma. Film je premijerno prikazan na Međunarodnom filmskom festivalu u Torontu 2017.; dobio je pozitivne kritike, a određeni su recenzenti smatrali da je uloga Stone bila njezina najbolja uloga u cijeloj karijeri. Benjamin Lee iz The Guardiana pohvalio je njezino izbjegavanje tipskih uloga, ali i njezinu "snažnu" i "uvjerljivu" glumu u filmu. Usprkos tomu film je snimljen za 25 milijuna dolara i zaradio je manje od toga. Stone je za ulogu u tom filmu četvrti put nominirana za Zlatni globus, a na dodjelu nagrada otišla je s King.
Godine 2018. Stone i Rachel Weisz u povijesnoj su dramediji Miljenica Yorgosa Lanthimosa poimence glumile Abigail Masham i Sarah Churchill, dvije rođakinje koje se natječu za ljubav kraljice Ane (Olivia Colman). Stone je bila jedina Amerikanka u britanskoj glumačkoj postavi i bilo joj je teško ovladati dijalektom njezina lika. Film je premijerno prikazan na Venecijanskom međunarodnom filmskom festivalu te godine i dobio je pozitivne kritike. Michael Nordine iz IndieWirea pohvalio je Stone zbog prihvaćanja tako zahtjevne uloge nakon uspjeha La La Landa, a sve je tri glavne glumice nazvao "veličanstvenim trijumviratom u povijesnom djelu koje je podjednako tragično i smiješno." Za ulogu u Miljenici peti je put nominirana za Zlatni globus i treći je put nominirana za Oscar. Nakon toga se pojavila u glavnoj ulozi u Netflixovoj crnoj humorističnoj seriji Maniac; režirao ju je Cary Joji Fukunaga, a Stone je bila izvršna producentica. U njoj su Stone i Jonah Hill u ulozi dvaju stranaca čije živote promijeni tajnovito farmaceutsko ispitivanje. Budući da joj se sviđao Fukunagin rad, pristala je sudjelovati u projektu bez prethodnog čitanja scenarija. Lucy Mangan iz The Guardiana pohvalila je i Stone i Hilla jer nisu ostali u tipskim ulogama i njihovu glumu, koju je opisala jednom od najboljih u karijeri; Judy Berman iz časopisa Time slično se dojmilo to kako su oboje napredovali kao glumci od Superbada i istaknula je složenost njihovih uloga. Iste se godine Stone pojavila uz Paula McCartneyja u glazbenom spotu za njegovu pjesmu "Who Cares".
Stone se ponovno pojavila u ulozi Wichite u Povratku u zemlju zombija (iz 2019.); taj je film dobio miješane kritike, a diljem svijeta zaradio je 122 milijuna dolara. Također je čitala tekst u Netflixovoj dokumentarnoj seriji The Mind, Explained i ponovno je posudila glas liku Eep u animiranom filmu Croods: Novo doba. Stone je utjelovila lik Cruelle de Vil (koju je u izvornoj igranoj adaptaciji 101 dalmatinca iz 1996. i nastavku iz 2000. glumila Glenn Close) u Cruelli, Disneyjevu igranom prednastavku 101 dalmatinca iz 1961.; film je režirao Craig Gillespie, a izvršni su producenti Stone i Close. Film je objavljen 28. svibnja 2021. Također će se pojaviti u glavnoj ulozi u drami Love May Fail, utemeljenoj na istoimenom romanu Matthewa Quicka, i humorističnoj seriji The Curse.
U kolovozu 2020. Fruit Tree Production, produkcijska kuća Stone i njezina supruga Davea McCaryja, potpisala je dvogodišnji televizijski ugovor za prvokup s tvrtkom A24.

## Imidž u medijima
Nekoliko je medijskih publikacija Stone proglasilo najtalentiranijom glumicom njezine generacije. Dok je opisivao njezinu glumu u Tajnom životu kućnih pomoćnica, Kirk Honeycutt iz The Hollywood Reportera nazvao ju je "jednom od najboljih mladih glumica". Poznata je po ulogama u filmovima glavne struje i u nezavisnim niskobudžetnim filmovima. Daniel D'Addario iz časopisa Time izjavio je da za nju sudjelovanje u potonjim filmovima predstavlja "znatan rizik", ali da joj to omogućuje "okušati se u nečemu novom i tako steći kredibilitet". Jessica Kiang iz IndieWirea istaknula je da Stone u filmovima "uglavnom [glumi] pristupačnu, racionalnu djevojku iz susjedstva; takve kvalitete uglavnom prikazuje i u stvarnome životu, a k tome se ne shvaća previše ozbiljno."
Kako se razvijala njezina karijera u holivudskim filmovima, tako je Stone postala uspješna i poznata glumica. Godine 2008. pojavila se na vrhu popisa 20 najboljih zvijezdi u usponu mlađih od 30 godina Saturday Night Magazinea, a pojavila se i na sličnu popisu koji je izradio Moviefone. LoveFilm ju je uvrstio na popis 20 najboljih glumica mlađih od 30 godina za 2010. godinu, a njezina se gluma u filmu Cura na lošem glasu pojavila u popisu 10 najboljih stvari 2010. časopisa Time. Godine 2013. uvrštena je na Forbesov popis Celebrity 100, kompilaciju stotinu najmoćnijih ljudi na svijetu koju taj časopis izrađuje svake godine; također je prenio vijest da je od lipnja 2012. do lipnja 2013. zaradila 16 milijuna dolara. Iste se godina pojavila na prvom mjestu Forbesova popisa Top 10 Best Value Stars. Godine 2015. Forbes je izvijestio da je postala jedna od glumica s najvećom zaradom na svijetu i naveo da je zaradila 6,5 milijuna dolara. Dvije ju je godine poslije isti časopis proglasio najbolje plaćenom glumicom na svijetu i naveo da godišnje zaradi 26 milijuna dolara. Godine 2017. pojavila se u Timeovu popisu 100 najutjecajnijih ljudi na svijetu.
Stone je također nazvana stilskom ikonom; mediji tvrde da su njezina kosa, oči i pomalo hrapav glas njezini zaštitni znakovi. Vogue je pohvalio njezin "sofisticiran, savršeno oblikovan izgled" i napisao da je "svojom karizmatičnošću na filmu i u stvarnom životu očarala mnoge." Godine 2009. pojavila se u popisu Najboljih 99 žena AskMena,FHM-ovu popisu 100 najseksi žena na svijetu i popisu Hot 100 časopisa Maxim; potonja ju je publikacija također uvrstila na popis još triput: 2010., 2011. i 2014. Nastavljala se pojavljivati u godišnjem AskMenovu popisu ljepotica od 2010. do 2015., a svaki je put zauzela neko od prvih četrdeset mjesta. Godine 2011. pojavila se na popisu What is Sexy? Victoria's Secreta, gdje je nazvana najseksi glumicom. Te je godine spomenuta i na popisima drugih medijskih publikacija; na popisu 100 najljepših žena časopisa People, popisu 100 najseksi žena na svijetu FHM-a i FHM-a Australia te popisu 100 najseksi žena Men's Healtha. Godine 2013. pojavila se na šestom mjestu Empireova popisa 100 najseksi filmskih zvijezda. Vogue ju je 2012. proglasio najbolje odjevenom ženom, a pojavila se i u sličnim popisima Glamoura (2013. i 2015.) i Peoplea (2014.) Godine 2017. Buzznet ju je proglasio jednom od najljepših žena na svijetu.

## Privatni život
Stone se 2009. preselila iz Los Angelesa u Greenwich Village, New York. Godine 2016. vratila se u Los Angeles. Iako je često u pozornosti medija, u javnosti odbija govoriti o privatnom životu; komentirala je da želi živjeti "normalnim" životom i da je medijska pozornost ne zanima. Komentirala je da se voli baviti glumom i izjavila je da je u glumačkom smislu nadahnjuje Diane Keaton, koju je nazvala "jednom od glumica koja vjerojatno više od ikoga prekriva svaki dio svojega tijela". Dodala je da ju nadahnjuje i Marion Cotillard.
Stone je usko povezana sa svojom obitelji. Komentirala je: "Sretna sam što imam odličnu obitelj i što me okružuju odlični ljudi koji bi me oštro kaznili kad bih se izgubila u oblacima. Što se toga tiče, zbilja imam sreće."

### Veze
Tijekom snimanja Čudesnog Spider-Mana 2010. Stone je prohodala s glumcem Andrewom Garfieldom. O njihovoj su vezi medijske publikacije nagađale; par nije želio govoriti javno o vezi, ali su se svejedno nekoliko puta pojavili zajedno. Godine 2014. Stone i Garfield potaknuli su paparazze da posjete mrežna mjesta koja su posvećena skretanju pažnje na bolesti i poremećaje kao što je autizam. Godine 2015. mediji su izvijestili da su prekinuli vezu.
Godine 2017. Stone je ušla u vezu s Daveom McCaryjem, jednim od redatelja Saturday Night Livea. Zaručili su se u prosincu 2019., a vjenčali su se iduće godine. U siječnju 2021. objavljeno je da očekuju prvo dijete. Dva mjeseca poslije Stone je rodila kćer.

### Filantropija
Stone je izjavila da pati od astme, što je otkrila nakon što je tijekom snimanja Cure na lošem glasu imala probleme s disanjem. Njezinoj je majci dijagnosticiran trostruko negativan rak dojke, ali se izliječila 2008. Stone i njezina majka proslavile su taj događaj tako što su si tetovirale ptičje noge koje je dizajnirao Paul McCartney, što je aluzija na pjesmu "Blackbird" the Beatlesa, koju njih dvije vole. Pojavila se u Revlonovoj kampanji za širenje svijesti o raku dojke. Godine 2011. Stone se pojavila u zajedničkom videozapisu Star Warsa i Stand Up to Cancera koji je pozivao na skupljanje novca za istraživanje raka. Dvije godine poslije pojavila se na događaju koji je organizirala organizacija Gilda's Club, posvećena sličnomu cilju. Od 2012. do 2014. bila je voditeljica Revlon Run/Walka Entertainment Industry Foundationa, posvećenom borbi protiv raka kod žena.
Stone se uz još tri zvijezde pojavila na dodjeli nagrada Nickelodeon HALO 2012.; program je emitiran kao posebna televizijska emisija u kojoj je opisano četvero tinejdžera koji "pomažu drugima i vode ih" ("Helping and Leading Others", "HALO"). Sudjelovala je i u Satu za planet Zemlju 2014., svjetskom pokretu za planet koji organizira Svjetska organizacija za zaštitu prirode. Godine 2015. sudjelovala je u akciji prikupljanja novca za Motion Picture & Television Fund, koji pomaže siromašnijim osobama koje glume u filmovima ili se pojavljuju na televiziji. Godine 2018. surađivala je s tristo žena u Hollywoodu i s njima uspostavila inicijativu Time's Up kojoj je cilj zaštititi žene od zlostavljanja i diskriminacije.

## Nagrade i priznanja
Prema mrežnom mjestu Rotten Tomatoes, koje prikuplja recenzije kritičara glavne struje, i Box Office Mojou, koje računa zarade filmova, kritički i komercijalno najuspješniji su filmovi u kojima je glumila Stone Superbad (iz 2007.), Dobrodošli u zemlju zombija (iz 2009.), Cura na lošem glasu (iz 2010.), Ta luda ljubav (iz 2011.), Tajni život kućnih pomoćnica (iz 2011.), Čudesni Spider-Man (iz 2012.), Čudesni Spider-Man 2 (iz 2014.), Birdman (iz 2014.), La La Land (iz 2016.), Rat spolova (iz 2017.) i Miljenica (iz 2018.).
Stone je dosad bila nominirana za četiri Oscara – za najbolju sporednu glumicu (u filmovima Birdman i Miljenica) i za najbolju glumicu (u filmovima La La Land i Uboga stvorenja) – i za četiri nagrade BAFTA-e: nagradu za zvijezdu u usponu, za najbolju sporednu glumicu (u filmovima Birdman i Miljenica) i najbolju glumicu u glavnoj ulozi (u filmu La La Land). Osvojila je nagradu za najbolju glumicu na objema dodjelama nagrada za ulogu u La La Landu. Također je osvojila nagradu za najbolju glumicu u komediji ili mjuziklu na 74. dodjeli Zlatnog globusa, nagradu za najbolju izvedbu glumice u glavnoj ulozi na 23. dodjeli nagrada Screen Actors Guilda i Kup Volpi za najbolju glumicu na Venecijanskom međunarodnom filmskom festivalu za ulogu u La La Landu. Godine 2024. osvojila je svoj drugi Oscar za ulogu Belle Baxter u filmu Yorgosa Lathimosa Uboga stvorenja.